# Callistethus daruma
Callistethus daruma är en skalbaggsart som beskrevs av Yuiti Wada 2000. Callistethus daruma ingår i släktet Callistethus och familjen Rutelidae. Inga underarter finns listade.